# Umiliati per forza maggiore
Umiliati per forza maggiore (Plato's Stepchildren) è il decimo episodio della terza stagione della serie televisiva Star Trek. Scritto da Meyer Dolinsky e diretto da David Alexander; è stato trasmesso per la prima volta il 22 novembre 1968 sul canale televisivo NBC negli Stati Uniti d'America, mentre la prima visione in lingua italiana è stata il 26 giugno 1979 su Telemontecarlo.
Nell'episodio, l'equipaggio dell'Enterprise incontra una razza di umanoidi sadica e senza età con il potere della psicocinesi.
L'episodio è celebre per la scena dell'appassionato bacio interrazziale tra un uomo bianco (il capitano Kirk) e una donna nera (la tenente Uhura), cosa considerata molto audace per l'epoca nella televisione statunitense. Fu uno dei vari episodi della serie classica di Star Trek a non essere trasmessi dalla BBC a causa del contenuto ritenuto "scabroso" e "controverso", poiché includeva anche scene di tortura e sadismo.

## Trama
Il capitano Kirk, insieme al primo ufficiale Spock e al medico di bordo dottor McCoy, si reca sul pianeta Platonius per indagare circa una richiesta d'aiuto ricevuta dall'Enterprise. Una volta lì, sono accolti da un nano amichevole di nome Alexander. Egli conduce la squadra di ricognizione a incontrare il resto del suo popolo, trentotto individui che hanno adottato la cultura greca classica e si autodefiniscono platoniani in onore del filosofo greco Platone.

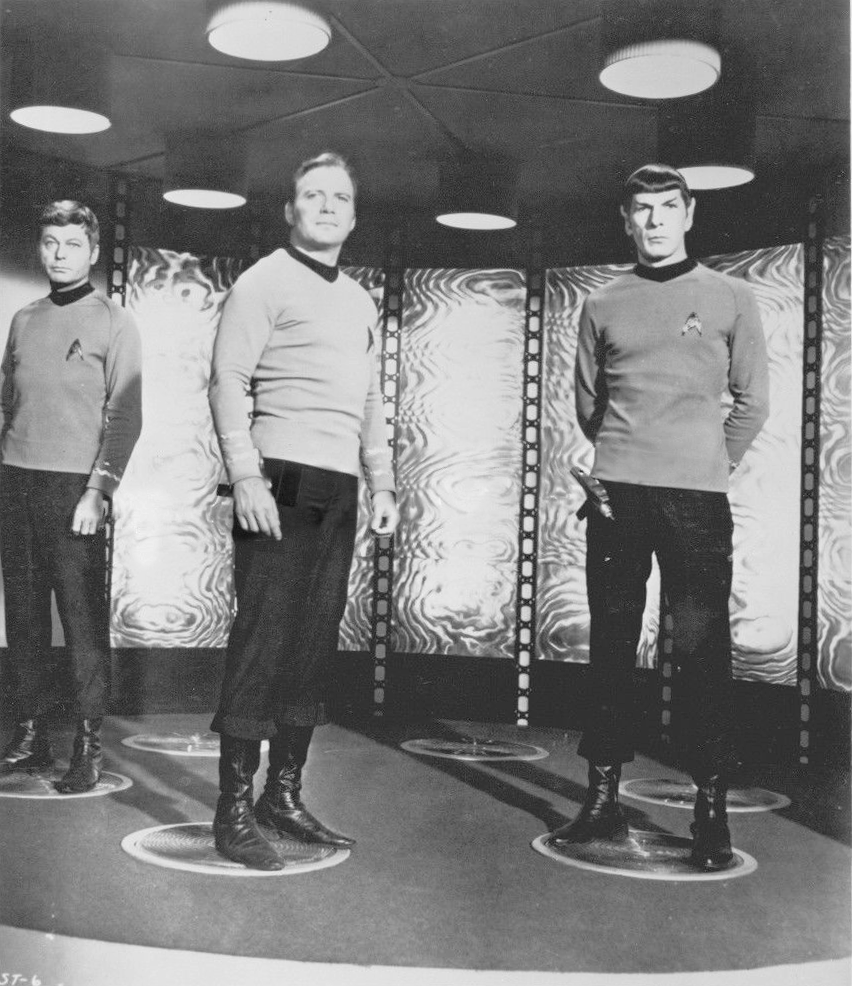
McCoy, Kirk e Spock si recano sul pianeta Platonius per indagare su una richiesta di soccorso

Tutti i platoniani, tranne Alexander, sono in possesso di poteri psicocinetici, e per questa ragione la classe dirigente del pianeta è diventata eccessivamente arrogante, credendo di poter fare tutto quello che vuole in virtù dei suoi poteri. I platoniani spiegano di aver "attirato" con l'inganno l'Enterprise a causa del loro leader, il re filosofo Parmen, che necessita cure mediche per una grave infezione a una gamba causata da un semplice graffio. Dopo essere stato curato da McCoy, Parmen chiede al medico di restare per sempre sul pianeta per curare gli altri platoniani. La popolazione è infatti affetta da una scarsa immunità ai batteri, quindi la minima ferita può risultare loro fatale. Quando il capitano Kirk si oppone, Parmen usa il proprio potere mentale per punirlo, costringendolo a prendersi a schiaffi da solo. Alexander vorrebbe dire a Kirk e Spock che Parmen ha intenzione di ucciderli, ma ha paura.
Parmen umilia ripetutamente Kirk e Spock, costringendoli anche a danzare insieme mentre il dottor McCoy è costretto ad assistere, nel tentativo di fargli accettare di restare per sempre su Platonius. In seguito, i platoniani ricorrono ai loro poteri per costringere altri due membri dell'equipaggio dell'Enterprise, la tenente Uhura e l'infermiera Chapel, a teletrasportarsi sul pianeta per il loro divertimento.
McCoy preleva un campione del sangue di Alexander e riesce a isolare e identificare il minerale kironide che fornisce agli abitanti di Platonius i loro poteri speciali. McCoy prepara un siero e lo inietta a Kirk e Spock, in modo che acquisiscano il doppio dei poteri mentali di Parmen. Alexander, imbarazzato dal fatto di essere considerato una specie di "aborto" dagli altri platoniani, non essendo dotato di poteri psichici e per il suo nanismo, chiede a Kirk se sul pianeta dal quale proviene l'altezza sia importante. Kirk gli risponde che da dove viene "statura, forma o colore non hanno importanza". Alexander chiede a Kirk se può partire con lui.
Mentre aspetta che il siero faccia effetto, Parmen costringe i quattro a esibirsi di nuovo. Chapel e Spock sono obbligati a baciarsi nonostante le proteste; l'infermiera confessa di aver desiderato di stare vicina a Spock per tanto tempo, ma ora vorrebbe solo "fuggire via e morire"; Uhura confessa a Kirk di essersi sentita rassicurata da lui nei momenti in cui si era sentita spaventata sul ponte. Le due coppie lottano invano per non baciarsi, ma lo devono fare comunque.
Dopo i baci, Parmen obbliga Kirk a minacciare Uhura con una frusta mentre Spock brandisce un ferro incandescente in direzione di Chapel. Mentre Parmen è distratto nel controllare i quattro ufficiali, Alexander si infuria dopo aver visto i trucchi mentali umilianti ai quali vengono sottoposti i membri dell'equipaggio e tenta, senza successo, di attaccare Parmen con un coltello.
Kirk usa i suoi nuovi poteri psicocinetici per sconfiggere Parmen e salvare la vita di Alexander. Una volta battuto, Parmen promette di cambiare atteggiamento, ma Kirk non gli crede e lo avverte che se si rimangerà la parola data, i poteri momentaneamente in suo possesso possono essere ricreati da chiunque voglia sconfiggerlo.
Kirk promette di inviare attrezzature mediche appropriate in modo che i platoniani possano curarsi da soli e Alexander chiede di poter partire con l'Enterprise per iniziare una nuova vita da qualche altra parte nella galassia.
Con Alexander al suo fianco, Kirk contatta l'Enterprise e dice a Scotty: «Ho una piccola sorpresa per lei, avremo un ospite a bordo».

## Il bacio tra Kirk e Uhura
L'episodio include la famosa scena dove James T. Kirk (William Shatner) e la tenente Uhura (Nichelle Nichols) si baciano appassionatamente, generalmente descritta come il primo bacio interrazziale della storia della televisione statunitense.
La scena del bacio fu girata parecchie volte, con differenti livelli di contatto tra i due attori, e molti ipotizzano su quale versione sia stata usata nel montaggio finale dell'episodio. William Shatner ricordò nel libro Star Trek Memories che la NBC insisteva affinché le loro labbra non si toccassero (la tecnica di distogliere la testa dalla telecamera fu usata per nascondere il contatto). Tuttavia, Nichelle Nichols insistette nella sua autobiografia Beyond Uhura (scritta nel 1994) che il bacio fu reale, anche durante le riprese in cui la sua testa oscura le loro labbra.
Tuttavia, l'affermazione che sia stato il primo bacio interrazziale in assoluto della storia della televisione è errata, in quanto esso avvenne circa dieci anni prima, il 1º febbraio 1959, sulla televisione britannica ITV, all'interno del programma teatrale Armchair Theatre durante l'adattamento televisivo del dramma Hot Summer Night di Ted Willis. Una successiva trasmissione, You in Your Small Corner, incluse un bacio tra l'attore afroamericano Lloyd Reckord e la caucasica Elizabeth MacLennan, e fu trasmesso in diretta sempre dall'ITV nel giugno 1962. Un altro bacio del genere, questa volta tra un bianco e un'asiatica, ci fu nel 1966, quando nella serie televisiva Selvaggio West (The Wild Wild West), James T. West (Robert Conrad) e la principessa cinese Ching Ling (Pilar Seurat) si scambiarono un bacio nell'episodio The Night the Dragon Screamed, andato in onda il 14 gennaio 1966. Nel 1967 ci fu anche un bacio (questa volta sulla guancia) tra Sammy Davis Jr. e Nancy Sinatra nello speciale tv Movin' with Nancy, un anno prima di Umiliati per forza maggiore.
Anche per quanto concerne la stessa serie di Star Trek, quello tra Kirk e Uhura non fu il primo bacio interrazziale. Nell'episodio della seconda stagione intitolato Specchio, specchio, trasmesso il 6 ottobre 1967, Kirk e la tenente Marlena Moreau (interpretata dall'attrice filippina Barbara Luna) si baciano sulle labbra, mentre il doppio di Sulu bacia Uhura sul collo. Entrambi questi baci vengono mostrati come tra due persone coinvolte in una relazione sentimentale consensuale. In netto contrasto, nell'episodio Umiliati per forza maggiore il bacio viene mostrato come un atto involontario, una costrizione dovuta ai poteri psichici dei platoniani, forse per evitare qualsiasi riferimento sessuale consensuale che avrebbe potuto offendere qualche spettatore.

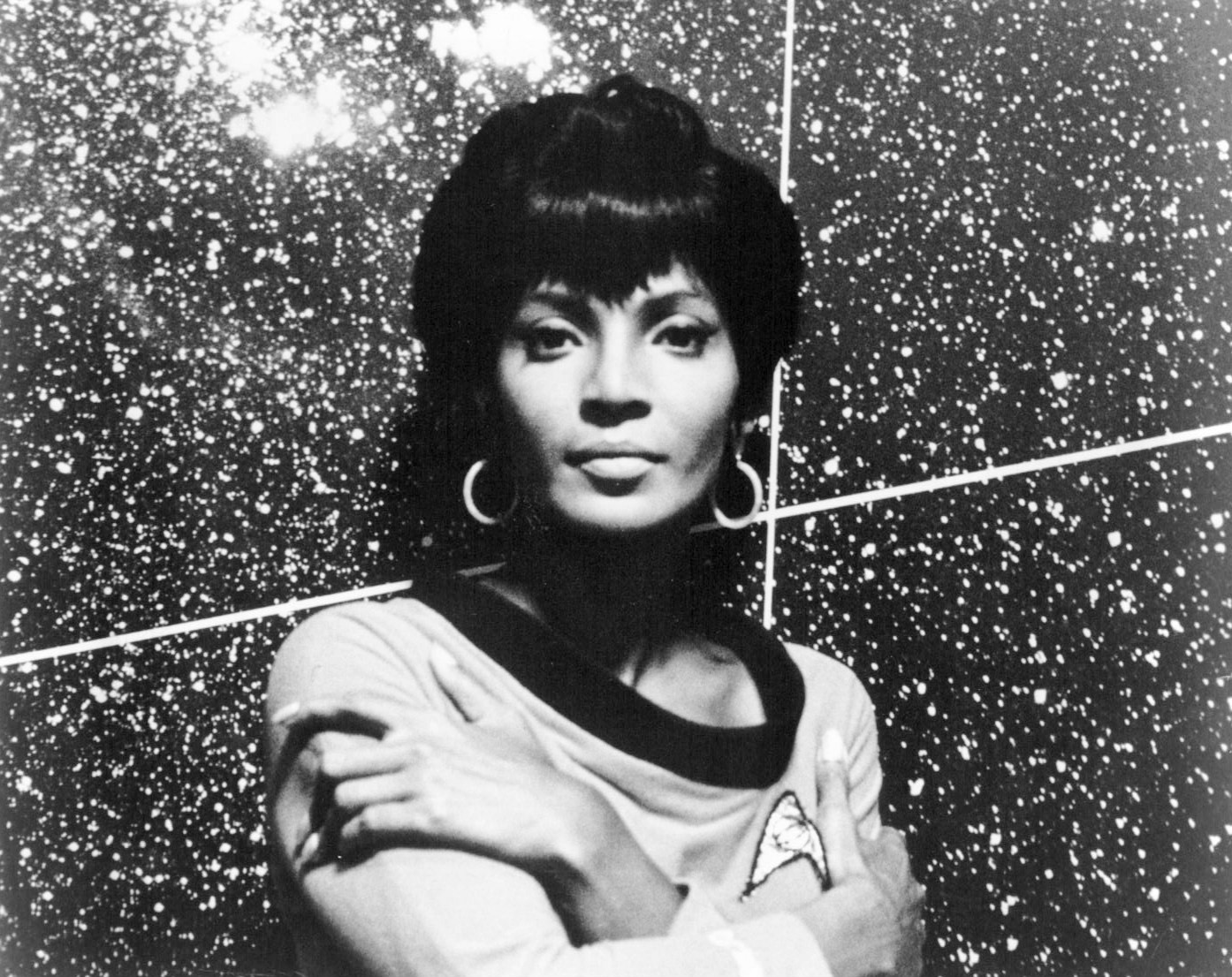
Nichelle Nichols nel 1967

Quando la dirigenza NBC venne a sapere del bacio, si preoccupò delle reazioni che avrebbe potuto scatenare nel profondo sud degli Stati Uniti, dove all'epoca la segregazione razziale era stata abolita da poco. Poco tempo prima, sempre nel 1968, la NBC aveva espresso simili preoccupazioni circa una sequenza musicale dove Petula Clark toccava un braccio a Harry Belafonte, citata quale "pericolosa occasione di contatto fisico diretto tra un nero e una bianca". Tuttavia, ci sono giunte poche testimonianze contemporanee di lamentele circa la scena incriminata. Nichelle Nichols disse che Umiliati per forza maggiore riscosse molto successo quando fu trasmesso per la prima volta nel novembre 1968: «Ricevemmo un sacco di lettere da parte di fan, tutte molto positive, con molte ragazze che mi chiedevano com'era baciare il capitano Kirk, e molte di ragazzi che chiedevano la stessa cosa a lui nei miei confronti. Quasi nessuno si sentì offeso dal bacio, tranne una singola lettera da parte di un sudista bianco che scrisse: "Sono totalmente contrario alla mescolanza delle razze. Però, posso capire che un americano dal sangue caldo come Kirk non abbia resistito nel trovarsi tra le braccia una bella femmina come Uhura"». Nichols aggiunse che secondo lei Umiliati per forza maggiore è la migliore puntata dell'ultima stagione di Star Trek.
In un momento non precisato durante la lavorazione dell'episodio, su suggerimento della NBC fu proposta l'idea che fosse Spock a baciare Uhura al posto di Kirk, in quanto essendo mezzo Vulcaniano, e quindi un alieno mezzosangue, sarebbe stato più accettabile per il pubblico dell'epoca che fosse lui a baciare un'afroamericana, ma William Shatner insistette per girare la scena come era stata concepita.

## Accoglienza e impatto culturale
Umiliati per forza maggiore fu uno dei vari episodi della serie classica di Star Trek a non essere trasmessi dalla BBC nel Regno Unito a causa dei contenuti ritenuti "discutibili", includendo scene di tortura e sadismo (altri episodi censurati furono The Empath, Whom Gods Destroy e Miri). Questo episodio non venne trasmesso fino al 22 dicembre 1993; il canale televisivo statale britannico riteneva Star Trek un programma principalmente per bambini e censurò o eliminò del tutto taluni episodi ritenuti non adatti ai minori. Per esempio, la danza di Marta nella puntata In Whom Gods Destroy fu ritenuta troppo sensuale per un pubblico di minori. 
La particolarità di Umiliati per forza maggiore è quella di contenere la celebre scena del bacio interrazziale tra Kirk e Uhura. Si trattò di una delle prime volte nelle quali un uomo bianco baciava appassionatamente una donna nera in televisione. Nel 2016, TVline classificò il bacio tra Kirk e Uhura e la scena dove Spock e Kirk sono costretti a danzare tra i 20 migliori momenti di Star Trek.
Nel 2009, Newsweek puntò l'attenzione sul significato morale dell'episodio, citando in particolare la tolleranza insita nelle parole di Kirk rivolte nei confronti di Alexander:
(Battuta di Kirk, come riportata da Newsweek nel 2009)
Nel quindicesimo anniversario della prima messa in onda della serie classica di Star Trek, il National Geographic definì "iconico" il bacio tra Kirk e Uhura, descritto come un riferimento alla questione dei diritti civili del periodo.
Nel 2016, Radio Times classificò il bacio Kirk-Uhura al 25º posto nella lista dei migliori momenti di Star Trek.
In controtendenza, nel 2017 Den of Geek ha classificato Plato's Stepchildren "quarto peggior episodio di sempre" della serie originale di Star Trek.
WhatCulture ha classificato il bacio tra Kirk e Uhura all'ottavo posto tra i momenti più sensuali di Star Trek.